# Fernand Portal
Pour les articles homonymes, voir Portal.
Fernand Portal, né à Laroque le 14 août 1855 et mort à Paris le 19 juin 1926, est un prêtre catholique lazariste considéré comme un pionnier du dialogue œcuménique contemporain pour les rapprochements qu'il tenta entre l'Église catholique et la communion anglicane en compagnie du laïc anglo-catholique, le vicomte d'Halifax, Charles Lindley Wood.

## Biographie
Fernand Portal naît à Laroque, dans l'Hérault, au pied des Cévennes, le 14 août 1855, dans une famille modeste dont le père est cordonnier. Ses deux frères meurent en bas âge et il a une sœur prénommée Marie. Envoyé étudier chez un oncle curé puis au petit séminaire de Beaucaire sans succès, il est envoyé au petit séminaire de Montpellier où les Lazaristes enseignent depuis 1845. Il rejoint cette société de vie apostolique dont il gagne le séminaire parisien situé rue au n° 95 de la rue de Sèvres en 1874. Il suit un parcours ecclésiastique classique : il fait ses vœux en 1876, reçoit la tonsure, les ordres mineurs et le sous-diaconat en 1878, est ordonné diacre en 1879 puis prêtre en 1880.
D'un naturel aventurier, Portal nourrit le désir de partir comme missionnaire en Chine mais sa santé qui est fragilisée depuis 1878 par une infection pulmonaire l'oblige à renoncer à cette voie et à s'engager dans l'enseignement. Après une dizaine d'années de professorat dans divers grands séminaires méridionaux à Tours, à Oran, à Lisbonne, à Nice et à Cahors, des hémoptysies l'obligent à un séjour à Madère. 
C'est là qu'en 1889, il rencontre Charles Lindley Wood, 2e vicomte d'Halifax, un lord anglo-catholique dont le fils Charles est atteint d'une pleurésie dont il meurt quelques mois plus tard. Lord Halifax  s'est donné pour projet le rapprochement des catholiques et des anglicans. Une durable amitié lie désormais les deux hommes à travers cette ambition.

### Les ordinations anglicanes
Fernand Portal œuvre dès lors avec son ami lord Halifax à cette idée de réunion des Églises et obtient l'approbation personnelle du pape Léon XIII pour prendre contact avec des personnalités de l'Église anglicane. Pour provoquer une rencontre entre catholiques et anglicans, il lance un débat sur la validité des ordinations anglicanes qui semblait être un terrain possible d'entente. Fernand Portal présente en guise d’amorce au débat théologique une petite brochure intitulée Les ordinations anglicanes en décembre 1893 à laquelle répond un opus rédigé par des théologiens anglicans sous l'impulsion d'Halifax.

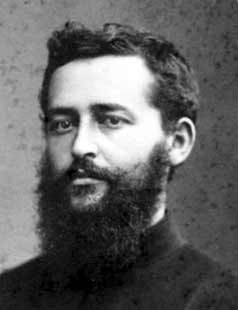
Fernand Portal à Oran en 1881

La publication de ces brochures suscite de vives réactions et pour la première fois, la presse se faisait l’écho d’un débat œcuménique. Portal fonde alors La revue anglo-romaine pour nourrir le dialogue instauré en montrant aux catholiques français l'Église d’Angleterre tant dans sa réalité quotidienne que dans sa théologie. Léon XIII réunit alors une commission pontificale chargée d’étudier de façon plus approfondie les ordres anglicans, comptant parmi ses membres des personnalités qui deviendront acteurs dans la crise moderniste tel Mgr Merry del Val ou le Père Duchesne. La décision pontificale est brutale et, par la publication de la bulle Apostolicae Curae du 18 septembre 1896, elle déclare les ordinations conférées selon le rite anglican entièrement nulles. Les archevêques anglicans répondent officiellement à la bulle par Saepius officio, texte récusant les observations papales.

### Sanctions romaines
Comme conséquence immédiate de cette position, la Revue anglo-romaine cesse de paraître. Portal doit partir pour le grand séminaire de Châlons-sur-Marne sur ordre de son supérieur général. Rappelé à Paris pour diriger le nouveau Séminaire universitaire Saint-Vincent-de-Paul, il fait de l'endroit un lieu d'ouverture et d'échanges, n'hésitant pas à inviter des anglicans, des protestants ou des incroyants. Il fonde alors une nouvelle revue, la Revue catholique des Églises, pour faire connaître les travaux de son cercle d’études et qui compte d'éminents collaborateurs. Il fonde également l'association des Dames de l'Union, sans vœux et sans costume particulier, dont la vocation est de se consacrer aux enfants et aux pauvres et dont il veut faire les « messagères de l'Unité par la Charité ».
Disciple de Newman, ami de Teilhard de Chardin et conseiller de Clemenceau, « Monsieur Portal » est, selon les termes d'Émile Poulat un « homme-réseau, une vie-réseau », « un vrai passe-muraille comme on n'en connait pas d'autre », qui ne se laisse enfermer dans aucun milieu.
Il se retrouve alors à nouveau, en 1908, sous les foudres du Vatican à travers le cardinal Merry del Val devenu entre-temps secrétaire d'État du pape Pie X, qui ordonne que le père Fernand Portal, soupçonné de modernisme, soit démis de ses fonctions avec interdiction définitive de publier et de parler en public. Fernand Portal doit abandonner son poste de supérieur et cesser la parution de sa revue.

### LesConversations de Malines
Après un court exil forcé, il retourne s'installer à Paris et, à défaut de pouvoir s'exprimer ou enseigner, il entretient des contacts variés et son logement de la rue de Grenelle à Paris est le théâtre de rencontres et de discussions pour des élèves de l’École normale supérieure - dont il influence le groupe « tala » durablement -, des prêtres et des protestants. Il n'en poursuit pas moins un ministère presbytéral qu'il n'a jamais abandonné, soucieux de la déchristianisation des milieux populaires, se mettant principalement au service des enfants.
Malgré les difficultés, Fernand Portal, soutenu par son ami François Verdier, devenu supérieur général des lazaristes, persévère avec son ami Halifax dans le chemin qu'ils se sont tracé. À la suite d'un appel lancé par les anglicans à toutes les Églises - particulièrement à l’Orthodoxie - afin de créer une union des Églises à la suite de la Conférence de Lambeth, le climat devient légèrement plus propice à une reprise du dialogue.
Les deux hommes rencontrent le cardinal belge Mercier avec lequel ils parviennent à mettre sur pied à partir de 1921 des rencontres inter-ecclésiales qui seront connues sous le nom de Conversations de Malines constitués de solides échanges de vues entre les membres des clergés anglican avec l'accord semi-tacite des autorités des deux parties. Les rencontres seront interrompues par la mort du cardinal Mercier en janvier 1926 suivie, quelques mois plus tard, par celle de Fernand Portal.
Bien que l'encyclique Mortalium Animos (1928) bloque peu après l'entreprise œcuménique du côté catholique, cette expérience inédite est considérée comme un des jalons capitaux de l'histoire de l'œcuménisme contemporain et les rapprochements qui suivront seront en grande partie redevables à l'amitié et l'opiniâtreté de Fernand Portal et de lord Halifax.
Son biographe Régis Ladous en fait le père spirituel d'Antoine Martel, Pierre Pascal, Jean Guitton et d'Yves Congar — qui crée à Paris un « groupe Fernand Portal » consacré aux études théologique —, au nombre desquels Émile Poulat ajoute Marcel Légaut qui fait sa connaissance lors d’une rencontre à la rue d’Ulm.

### Ouvrages
- Régis Ladous (préf. Émile Poulat), Monsieur Portal et les siens : 1855-1926, Cerf, 1985 (ISBN 978-2-204-02313-9, présentation en ligne).
- Fernand Portal (Textes présentés par Régis Ladous), Refaire l'Église de toujours, Nouvelle cité, coll. « Spiritualité », 1977 (ISBN 978-2-85313-024-0).
- Jean Calvet, Visages d'un demi-siècle, Grasset, 1959.
- Albert Gratieux, L'amitié au service de l'union : Lord Halifax et l'Abbé Portal, Bonne Presse, 1951 (présentation en ligne).
- Hippolyte Hemmer, Monsieur Portal : Prêtre de la Mission, 1885-1926, Bloud & Gay, 1947.

### Articles et revues
- Jean Gonthier, « Fernand Portal, Fils de Saint Vincent de Paul », Unité des chrétiens, no 22 « Fernand Portal »,‎ avril 1976
- Camille Benoît, « M. Fernand Portal, ouvrier de l'unité : 1855-1926 », Mission et charité, no 2,‎ avril 1961, p. 168-182
- Robert C.M. Gurtner, « Fernand Portal : Un pionnier du dialogue œcuménique contemporain », Vincentiana, vol. 45,‎ mars 2001, article no 15 (lire en ligne)